# 待用餐
待用餐（英語：suspended meal）是指善心人士提前支付了一份餐點或飲品的價錢，以讓貧困或其他有需要者可以享用餐點的一种慈善行动和文化。待用餐文化起源於義大利拿坡里的一間咖啡店，稱為待用咖啡（義大利語：caffè sospeso），也称“分享咖啡”而這間咖啡店的消費者多為工人階級。當某個人遇到好事後，他就会在咖啡店付兩杯咖啡的錢，但只拿走一杯咖啡，之後如果有人需要即可免費獲得一杯咖啡。至今也已有許多國家的咖啡店举行和參與了这种活動。，後續擴大到其他餐點或飲品。

## 歷史
待用餐的起源是待用咖啡，一則2010年的報導指出這項傳統早在100年前就已經存在，但在意大利經濟奇蹟時期銳減，剩下上流社會人士在聖誕節期間會進行此項活動。另一則2008年的文章則認為此活動在當時已過時，作者訪問了三家咖啡店都已經至少15年沒有進行過這項活動。
義大利文中這個詞是由義大利作家路西安諾·狄克萊仙佐在一篇文章中所創造的，而這篇文章也推廣了這個消失已久的老文化。2010年時的一份報導稱拿坡里足球俱樂部的主席奧瑞里歐·狄羅倫提斯還因球隊獲得勝利而捐出10杯待用咖啡。之後這個文化在保加利亞、基輔、墨爾本、魁北克、及俄羅斯等地被報導並傳開。2011年聖誕節時荷蘭還有捐贈咖啡享受折扣的風潮。英國的星巴克在2013年4月主動推出待用咖啡的活動，不過星巴克會將咖啡換成等值的現金捐贈給英國慈善團體綠洲信賴。英國的一些咖啡店也因舉辦待用咖啡的活動受到新聞媒體的報導。
2013年1月，德國有心人士在Facebook上創立「Suspended Coffees」（待用咖啡）粉絲專頁，吸引超過80,000人按「讚」。此專頁亦在各國善心人士支援下創立許多當地版本的專頁，吸引世界各地的人注意。

## 象徵
在環球金融危機與歐債危機期間，待用咖啡被視為是基層社會團結的象徵。2004年，一個慈善機構龍德慈善（Ronde della carita）在復活節舉辦了待用咖啡慈善活動。2010年，義大利幾個著重於人權的藝術節慶上都舉辦了慈善活動。2011年12月，慈善活動在國際人權日上舉行。還有一個網站「1café.org」專門籌募待用咖啡。

## 待用餐慨念的擴張
2013年4月，台灣及中國大陸部分地區亦將待用咖啡衍生成「待用餐點」，使窮苦人家可享用免費餐點，同時香港更衍生出「待用券」，讓有需要的人憑券換領餐點。
有動物保護團體推出「寵物待用餐」使流浪寵物維持生存的基本需求。台中市政府亦成立「待用食物平台」方便民眾捐贈待用餐，但各地多數餐廳還是呈現「捐多吃少」的情況。